# Pomnik Żołnierzy Radzieckich w Berlinie (Treptower Park)
Pomnik Żołnierzy Sowieckich w Berlinie – monument zlokalizowany w Treptower Park w Berlinie, którego odsłonięcie nastąpiło 8 maja 1949 roku.

## Opis

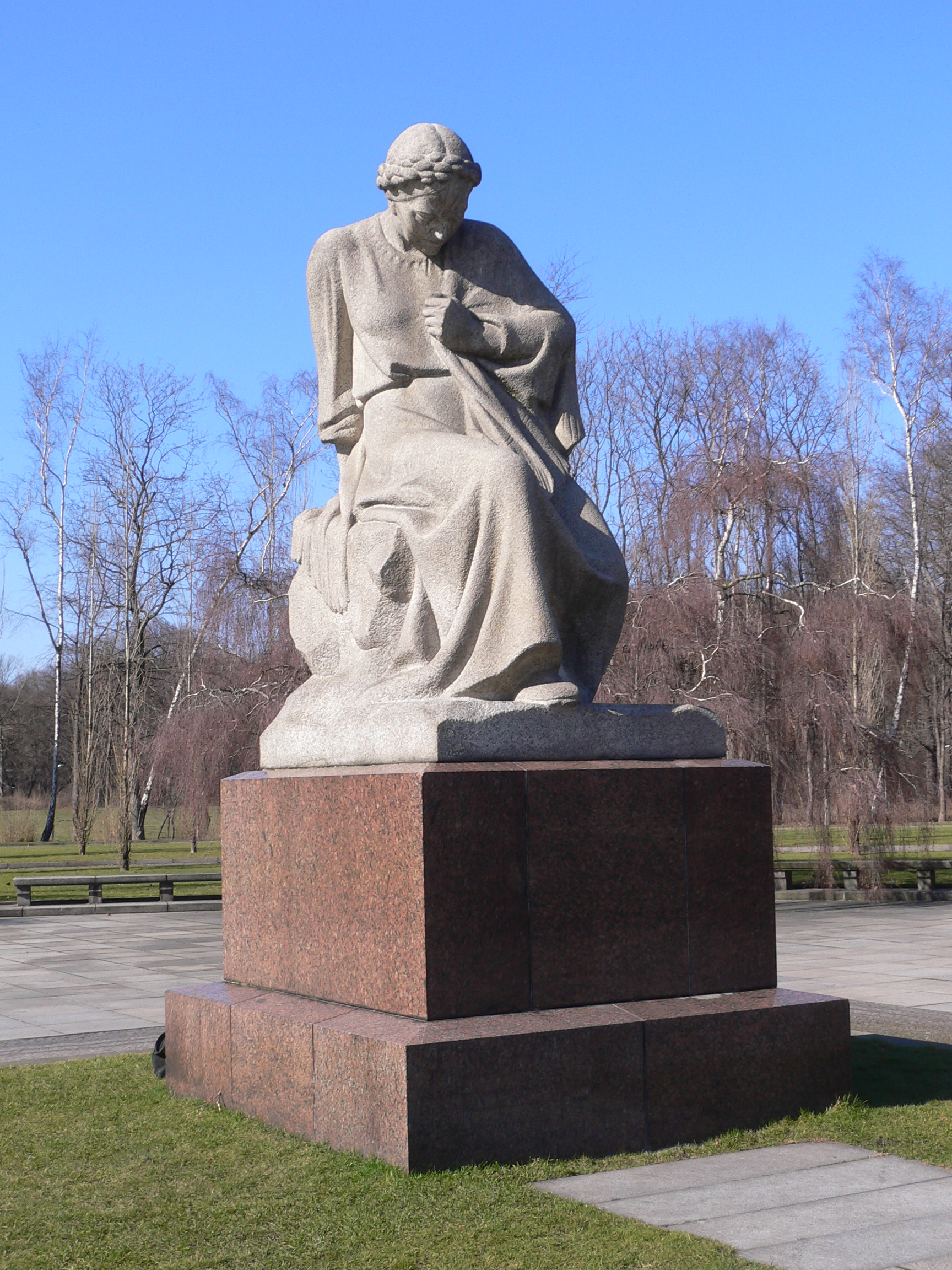
Pomnik Matki Rosji

Wzniesiony w Berlinie Wschodnim dla uczczenia poległych żołnierzy Armii Czerwonej, którzy zginęli w czasie bitwy o Berlin w 1945 roku. Był ich centralnym pomnikiem w Niemieckiej Republice Demokratycznej.
Materiał na jego budowę wykorzystano z ruin Nowej Kancelarii Rzeszy.
Spoczywa tu 5 tys. żołnierzy sowieckich. Nad ich mogiłami wznosi się pomnik Matki Rosji opłakującej swe dzieci oraz monumentalny posąg sowieckiego sierżanta niosącego niemiecką dziewczynkę uratowaną z nurtów rzeki i depczącego swastykę.
Obecnie pomnik i jego otoczenie jest utrzymywane przez miasto Berlin.